# Noorwegen (Epcot)

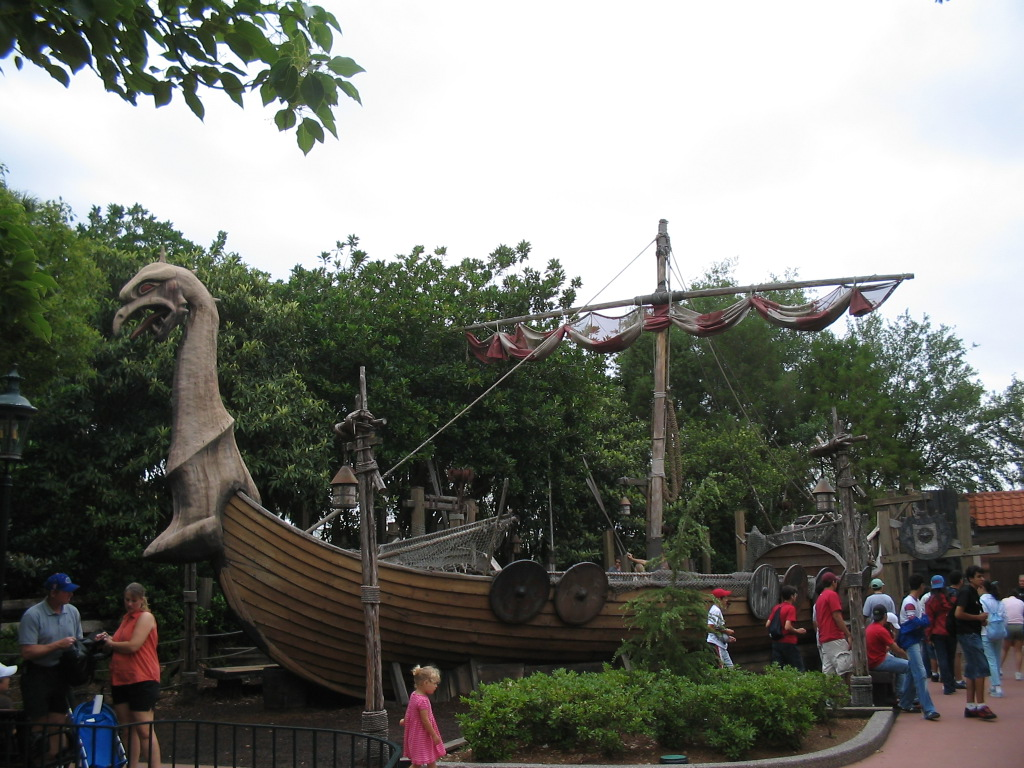
Het in 2008 verwijderde Vikingschip

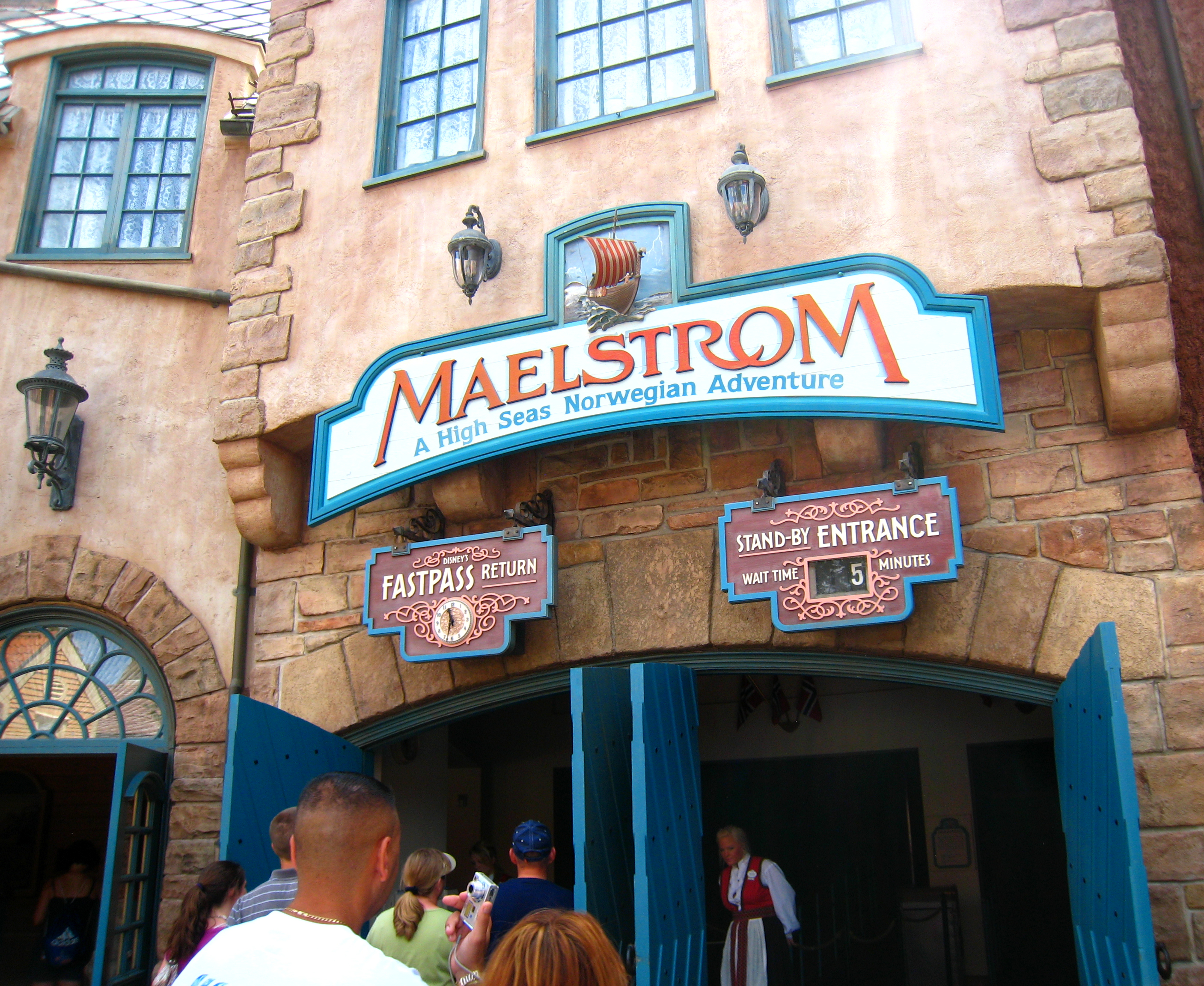
De ingang van Maelstrom

Het paviljoen van Noorwegen is een onderdeel van de World Showcase in Epcot in het Walt Disney World Resort in Florida en werd geopend in juni 1988, met een "soft opening" op 6 mei in datzelfde jaar. Het gebied bedraagt een oppervlakte van meer dan 5000 m2.

## Geschiedenis
Het paviljoen van Noorwegen is de meest recente toevoeging aan de World Showcase. Het werd op 6 mei 1988 alvast voor het publiek geopend, maar de officiële opening vond pas plaats in juni van datzelfde jaar, die werd bijgewoond door Harald V van Noorwegen, toen nog kroonprins, en werd uitgezonden in Noorwegen zelf.
Het originele idee voor het paviljoen was een Noords thema, dat verschillende elementen uit landen in Scandinavië in één paviljoen zou tonen. Toen Noorwegen het enige land was dat voldoende wilde investeren (30 miljoen Amerikaanse dollars), werd echter besloten om het paviljoen alleen een Noors thema te geven. Disney investeerde zelf nog een derde deel van de totale kosten.
Omdat bijna net zoveel mensen het paviljoen bezoeken als er in Noorwegen wonen, vond de regering van Noorwegen het een goed gereedschap om Noorwegen te promoten voor het toerisme en investeerde daarom tot 2002 vijf jaar lang $ 200.000 om het paviljoen zowel financieel als esthetisch gezien te onderhouden. Daarna hielden de investeringen op, tegen advies van de ambassade in.
Tot 2008 lag buiten het paviljoen een Vikingschip dat geïnspireerd was op het Osebergschip en dat een speelplek bevatte voor kinderen. In december van dat jaar is het schip verwijderd.
In september 2014 kondigde Disney aan dat de attractie Maelstrom werd gesloten en zou worden vervangen door een darkride gebaseerd op de film Frozen. Op 5 oktober 2014 sloot Maelstrom voorgoed zijn deuren en werd de attractie omgebouwd tot Frozen Ever After, die werd geopend op 21 juni 2016. Met deze verbouwing werd tevens de binnenplaats van het paviljoen her en der vernieuwd. Ook werd het Royal Sommerhus toegevoegd aan het paviljoen, dat eveneens open ging op 21 juni 2016.

## Beschrijving
Het paviljoen van Noorwegen is gethematiseerd naar een Noors dorpje. Het dorpje bevat onder meer een staafkerk en restaurant Akershus, dat vernoemd is naar de gelijknamige vesting in Oslo. Het dorpje laat 4 Noorse bouwstijlen zien: die van het Setesdal, Bergen, Oslo en Ålesund.
Het grootste deel van het paviljoen bestaat uit de winkeltjes die met elkaar verbonden zijn. Deze winkeltjes zijn gedecoreerd met grote, houten trollen en verkopen typisch Noorse producten, waaronder kleding, snoep en beeldjes van Noordse goden en trollen. De Kringla Bakeri Og Kafe is een bakkerij die typisch Noorse gebakjes en broodjes verkoopt. Ook is er restaurant Akershus te vinden met onder meer een warm en koud buffet en de mogelijkheid tot dineren met Disney-figuren tijdens het Princess Storybook Dining.
Aan de binnenplaats van het paviljoen ligt de ingang van de attractie Frozen Ever After, een boottochtje langs scènes uit de film Frozen. Tevens ligt in het paviljoen het Royal Sommerhus, waar gasten op de foto kunnen gaan met Anna en Elsa uit dezelfde film.
De werknemers in het paviljoen die in contact komen met de gasten komen oorspronkelijk uit Noorwegen zelf. Disney regelt via zijn internationale programma's dat werknemers bij de paviljoens ook de nationaliteit hebben van die paviljoens.

## Faciliteiten

### Attracties
- Frozen Ever After
- Stave Church Gallery

### Entertainment
- Princess Storybook Dining
- Meet Anna and Elsa at Royal Sommerhus

### Eetgelegenheden
- Restaurant Akershus
- Kringla Bakeri og Kafe

### Winkels
- The Puffin's Roost